# Dasylophia interna
Dasylophia interna är en fjärilsart som beskrevs av Alpheus Spring Packard 1864. Dasylophia interna ingår i släktet Dasylophia och familjen tandspinnare. Inga underarter finns listade i Catalogue of Life.